# Deutsche Freie-Partie-Meisterschaft 2012/13

Veranstaltungsort: Bad Wildungen

Die Deutsche Freie-Partie-Meisterschaft 2012/13 ist eine Billard-Turnierserie und fand vom 20. bis zum 28. Oktober 2012 in Bad Wildungen
zum 45. Mal statt.

## Geschichte
Der neue Deutsche Meister in der Freien Partie war wie im Vorjahr Sven Daske. Ungeschlagen sicherte er sich seinen vierten Titel. Das Finale war eine einseitige Angelegenheit. Daske gewann glatt mit 300:0 in einer Aufnahme. Carsten Lässig und Frank Müller, der seine erste DM-Medaille schaffte, wurden gemeinsam Dritte.
Die Ergebnisse sind aus eigenen Unterlagen. Ergänzt wurden Informationen aus der österreichischen Billard-Zeitung Billard.

## Modus
Gespielt wurden zwei Vorrundengruppen à vier Spieler im Round-Robin-Modus bis 300 Punkte oder 15 Aufnahmen. Die zwei Gruppenbesten kamen ins Halbfinale und spielten den Sieger aus
Die Endplatzierung ergab sich aus folgenden Kriterien:
1. Matchpunkte
2. Generaldurchschnitt (GD)
3. Höchstserie (HS)

## Teilnehmer
1. Sven Daske (Schiffweiler) Titelverteidiger
2. Thomas Berger (Wiesbaden)
3. Carsten Lässig (Coesfeld)
4. Markus Melerski (Bochum)
5. Frank Müller (Vötting)
6. Manuel Orttmann (Neustadt/Orla)
7. Arnd Riedel (Wedel)
8. Torsten Rütten (Hilden)

## Turnierverlauf

### Gruppenphase
| MP    | Match Points (Sieger = 2; Unentschieden = 1; Verlierer = 0) |
| Pkte. | Erzielte Karambolagen                                       |
| Aufn. | Benötigte Versuche                                          |
| GD    | Generaldurchschnitt                                         |
| BED   | Bester Einzeldurchschnitt eines Spielers                    |
| HS    | Höchstserie                                                 |
|       | Bester GD des Turniers                                      |
|       | Bester ED des Turniers                                      |
|       | Beste HS des Turniers                                       |
|       | 1. Platz (Gold)                                             |
|       | 2. Platz (Silber)                                           |
|       | 3. Platz (Bronze)                                           |

| Platz                      | Name            | MP  | Pkte. | Aufn. | GD    | BED    | HS  |
| -------------------------- | --------------- | --- | ----- | ----- | ----- | ------ | --- |
| 1                          | Sven Daske      | 6:0 | 900   | 13    | 69,23 | 300,00 | 300 |
| 2                          | Frank Müller    | 3:3 | 777   | 17    | 45,70 | 60,00  | 163 |
| 3                          | Manuel Orttmann | 2:4 | 388   | 12    | 32,33 | 50,00  | 291 |
| 4                          | Markus Melerski | 1:5 | 430   | 16    | 26,87 | 60,00  | 163 |
| Gruppendurchschnitt: 43,01 |                 |     |       |       |       |        |     |

| Platz                      | Name           | MP  | Pkte. | Aufn. | GD    | BED    | HS  |
| -------------------------- | -------------- | --- | ----- | ----- | ----- | ------ | --- |
| 1                          | Arnd Riedel    | 4:2 | 745   | 10    | 74,50 | 300,00 | 300 |
| 2                          | Carsten Lässig | 4:2 | 601   | 9     | 66,77 | 100,00 | 194 |
| 3                          | Torsten Rütten | 4:2 | 776   | 22    | 35,27 | 150,00 | 223 |
| 4                          | Thomas Berger  | 0:6 | 419   | 25    | 16,76 | –      | 124 |
| Gruppendurchschnitt: 38,50 |                |     |       |       |       |        |     |

### Finalrunde
| 1. Halbfinale  |     |     |   |        |        |     |
| Sven Daske     | 2:0 | 300 | 2 | 150,00 | 150,00 | 217 |
| Carsten Lässig | 0:2 | 40  | 2 | 20,00  | –      | 31  |
| 2. Halbfinale  |     |     |   |        |        |     |
| Arnd Riedel    | 2:0 | 300 | 6 | 50,00  | 50,00  | 137 |
| Frank Müller   | 0:2 | 177 | 6 | 29,50  | –      | 129 |

| Finale      |     |     |   |        |        |     |
| Sven Daske  | 2:0 | 300 | 1 | 300,00 | 300,00 | 300 |
| Arnd Riedel | 0:2 | 0   | 1 | –      | 0,00   | 0   |

## Abschlusstabelle
| MP    | Match Punkte (Sieger = 2; Unentschieden = 1; Verlierer = 0) |
| SV    | Satzverhältnis (nur bei Turnieren im Satzsystem)            |
| Pkte. | Erzielte Karambolagen                                       |
| Aufn. | benötigte Aufnahmen                                         |
| GD    | Generaldurchschnitt                                         |
| MGD   | Mannschafts-Generaldurchschnitt                             |
| BED   | Bester Einzeldurchschnitt eines Spielers                    |
| BEMD  | Bester Einzeldurchschnitt einer Mannschaft                  |
| BSD   | Bester Satzdurchschnitt eines Spielers                      |
| HS    | Höchstserie                                                 |
| WRP   | Weltranglistenpunkte                                        |

| Klassement                 | Klassement | Klassement      | Klassement | Klassement | Klassement | Klassement | Klassement | Klassement | Klassement |
| Phase                      | Platz      | Name            | MP         | Pkt.       | Aufn.      | GD         | BED        | HS         |            |
| -------------------------- | ---------- | --------------- | ---------- | ---------- | ---------- | ---------- | ---------- | ---------- | ---------- |
| Finale                     | 1          | Sven Daske      | 10:0       | 1500       | 16         | 93,75      | 300,00     | 300        |            |
| Finale                     | 2          | Arnd Riedel     | 6:4        | 1045       | 17         | 61,47      | 300,00     | 300        |            |
| Halb- finale               | 3          | Carsten Lässig  | 4:4        | 641        | 11         | 58,27      | 100,00     | 194        |            |
| Halb- finale               | 3          | Frank Müller    | 3:5        | 954        | 23         | 41,47      | 60,00      | 163        |            |
| Gruppen- phase             | 5          | Torsten Rütten  | 4:2        | 776        | 22         | 35,27      | 150,00     | 223        |            |
| Gruppen- phase             | 6          | Manuel Orttmann | 2:4        | 388        | 12         | 32,33      | 50,00      | 291        |            |
| Gruppen- phase             | 7          | Markus Melerski | 1:5        | 430        | 16         | 26,87      | 60,00      | 163        |            |
| Gruppen- phase             | 8          | Thomas Berger   | 0:6        | 419        | 25         | 16,76      | –          | 124        |            |
| Turnierdurchschnitt: 43,33 |            |                 |            |            |            |            |            |            |            |